# Степной (Астраханская область)
Степной — посёлок в Красноярском районе Астраханской области, административный центр Аксарайского сельсовета (до 2018 года — Степновского сельсовета). Население — 62 (2010)

## География
Посёлок расположен в пределах Прикаспийской низменности, к востоку от Волго-Ахтубинская пойма, на правом берегу реки Берекет, на высоте 26 метров ниже уровня моря. Почвы пойменные луговые.
Посёлок находится в границах санитарно-защитной зоны Астраханского газового комплекса. В связи с негативным воздействием на окружающую среду деятельности комплекса постановлением Совета Министров РСФСР от 17.08.1990 № 309 посёлок Степной Степновского сельсовета включён в перечень населенных пунктов, расположенных в 8-километровой санитарно-защитной зоне Астраханского газового комплекса, на территории которых установлен коэффициент за работу в пустынной и безводной местности в размере 1,35 к заработной плате рабочих и служащих.
По автомобильной дороге расстояние до областного центра города Астрахани составляет 61 км, до районного центра села Красный Яр — 28 км.

## История
Первое упоминание о поселке Аксарай в составе Сеитовской волости Красноярского уезда относится к 1918 году. В селе имелось 8 дворов с населением 71 человек. В 1924 году включён в состав Куянлыковского сельсовета той же волости. Жители посёлка трудились в совхозе «Скотовод». В 1933 году на базе совхоза «Скотовод» были образованы два самостоятельных совхоза — «Ахтубинский» и «Бузанский». Аксарай стал 5-й фермой совхоза «Бузанский». В 1950 году поселок вошел в состав Бузанского сельсовета, с 1951 по 1960 относился к Ясынсоканскому сельсовету.
В 1950 году организован совхоз «Аксарайский». В 1953 году в поселке появились больница, детский сад, ясли. Начиная с 1957 года, здесь начали строить дома для животноводов, силами хозяйств и жителей был построен дом культуры, пекарня, почтовое отделение связи, магазины, в 1962 — двухэтажная средняя школа. В 1960 году выделен самостоятельный Аксарайский сельский совет.
В 1969 г. указом президиума ВС РСФСР поселок центральной усадьбы совхоза «Аксарайский» переименован в Степной.
В 1987 году хозяйство было аттестовано как племсовхоз, а в 1992 году как государственный племенной завод с двойным статусом: по разведению верблюдов калмыцкой породы и лошадей кушумской породы. В 1996 году реорганизован в акционерное общество "Племенной завод «Аксарайский»

## Население
| 1918 | 1960 | 2002 | 2010 |
| ---- | ---- | ---- | ---- |
| 71   | ↗403 | ↗727 | ↘62  |